# Ljubić (gmina Knić)
Ljubić (cyr. Љубић) – wieś w Serbii, w okręgu szumadijskim, w gminie Knić. W 2011 roku liczyła 389 mieszkańców.